# Jugoslávská liga ledního hokeje 1967/1968
Sezóna 1967/1968 byla 26. sezónou Jugoslávské ligy ledního hokeje. Vítězem se stal tým HK Jesenice.

## Konečná tabulka
1. HK Jesenice
2. KHL Medveščak
3. HK Kranjska Gora
4. HK Partizan
5. HK Olimpija Ljubljana
6. OHK Bělehrad
7. KHL Mladost Zagreb
8. HK Crvena Zvezda Bělehrad